# Austroicetes nullarborensis
Austroicetes nullarborensis är en insektsart som beskrevs av Kenneth Hedley Lewis Key 1954. Austroicetes nullarborensis ingår i släktet Austroicetes och familjen gräshoppor. Inga underarter finns listade i Catalogue of Life.